# Phobetes nigriventris
Phobetes nigriventris är en stekelart som först beskrevs av Teunissen 1953.  Phobetes nigriventris ingår i släktet Phobetes och familjen brokparasitsteklar. Inga underarter finns listade i Catalogue of Life.